# Marie Nörenberg
Marie Nörenberg (geboren am 29. April 1872 auf Gut Proßnitz bei Gustow, Rügen; gestorben am 10. Mai 1961 in Berlin) war eine deutsche Bibliothekarin.

## Leben
Nörenberg war die Tochter eines Gutsbesitzers und wuchs auf Rügen, in Stettin und in Berlin auf. Unter dem Pseudonym Marie Proßnitz veröffentlichte sie zwei Romane.
Nach dem Tod ihres Vaters begann sie 1906 eine einfache Tätigkeit in der Volksbücherei in Charlottenburg bei Berlin. 1910 wurde sie Bibliotheksassistentin. Nach einigen Semestern des Studiums in Nationalökonomie wurde sie 1920 die erste wissenschaftliche Mitarbeiterin einer Bibliothek (jedoch nicht die erste leitende Bibliothekarin, dies war 1895 Bona Peiser). 1926 übernahm sie die Stadtbibliothek von Berlin-Charlottenburg als hauptamtliche Leiterin; im Folgejahr wurde sie zur Stadtbibliotheksrätin ernannt.
Ihre Verdienste umfassten die Gründung einer Jugendwanderbücherei für erwerbslose Jugendliche; die Einrichtung eines Blindenlesezimmers, einer Kinderlesehalle und einer Jugendleihbücherei.
Weitere Bekanntheit erlangte sie 1933, als sie sich weigerte, ihre Mitarbeiter bezüglich der nationalsozialistischen Vorgaben zu beurteilen und im Zuge ihrer Zwangsverbeamtung den Diensteid auf Adolf Hitler zu leisten. Ihrer Entlassung kam sie durch die Beantragung des Ruhestands zuvor, welchen sie am 1. Oktober 1933 antrat.